# Марони, Сьюзи
Сьюзи Марони (англ. Susie Maroney) — бывшая австралийская профессиональная спортсменка, пловчиха на длинные и сверхдлинные дистанции.

## Биография
Родилась 15 ноября 1974 в семье Норма и Полин Марони. При рождении у девочки был диагностирован детский церебральный паралич. У Сьюзи два брата — Шон и Майкл (её близнец). В возрасте 4 лет она начала заниматься плаванием.
В 1989 году к спортсменке пришло первое крупное признание — 14-летняя Марони заняла 3-е место в национальном женском марафоне (англ. Australian Marathon Swimming Championship for Women).
Три года подряд Марони награждалась премией Advance Australia Award, вручаемой молодым талантам страны.
В 1991 году в возрасте 17 лет Марони переплыла Ла-Манш в обе стороны (Англия — Франция — Англия) за 17 ч. 14 мин., установив рекорд среди женщин, который оставался непобитым в декабре 2024 года.
12 мая 1997 года 22-летняя Марони стала первым человеком, проплывшим 180 км (110 миль) в Флоридском проливе, совершив заплыв с Кубы к побережью США.
Официально завершила спортивную карьеру в 2003 году.

## Личная жизнь
Имеет внебрачную дочь Пэрис (род. 2008). От первого брака с Дарреном Мэем есть дочь Пэрис, родившаяся в 2010 году. Развелась в 2012-м. В ноябре 2016 года вышла замуж повторно, за бывшего регбиста Перри Кросса, парализованного с 19 лет вследствие спортивной травмы.